# Franciszek Ossowski (1903–1984)
Franciszek Ossowski (ur. 29 listopada 1903 we wsi Czaplice, zm. 14 października 1984 w Płocku) – ksiądz, więzień stalinowski, historyk regionalista.

## Życiorys
Przyszedł na świat w rodzinie szlacheckiej. Był synem Aleksandra i Leokadii z Sadowskich. Jego ojciec należał do najzamożniejszych gospodarzy, posiadał 90-morgowe gospodarstwo. Po ukończeniu szkoły elementarnej uczył się w gimnazjum w Ciechanowie. Tam w 1924 uzyskał świadectwo dojrzałości. Po maturze rozpoczął studia w Seminarium Duchownym w Płocku. Święcenia kapłańskie przyjął 21 grudnia 1929 w bazylice katedralnej płockiej z rąk bpa Antoniego Juliana Nowowiejskiego. Był wikariuszem w parafiach: Sierpc, Krzynowłoga Wielka i Bodzanów. Samodzielną placówkę – probostwo w Korzeniu otrzymał w 1936. W 1938 otrzymał nominację na proboszcza w Niedzborzu.
Został przeniesiony z pospolitego ruszenia do rezerwy i mianowany kapelanem rezerwy w duchowieństwie wojskowym wyznania rzymsko-katolickiego ze starszeństwem z 1 stycznia 1939 i 99. lokatą.
W sierpniu 1939 został zmobilizowany do 32 Pułku Piechoty na stanowisko kapelana. W szeregach tego pułku wziął udział w kampanii wrześniowej. Dostał się do niewoli niemieckiej, z której uwolniony został dzięki wstawiennictwu jednego z księży katolickich z Olsztyna. Jesienią 1939 wrócił do Niedzborza. W czasie okupacji niemieckiej był kapelanem oddziałów AK i NSZ, pomagał ukrywającemu się przed Niemcami Żydowi Wilkowi z Przasnysza. Po wojnie został proboszczem w parafiach Skołatowo (1946-1947) i Zielona Ciechanowska (od sierpnia 1947).
24 czerwca 1950 został aresztowany i wyrokiem Wojskowego Sądu Rejonowego w Warszawie skazany na karę 12 lat więzienia oraz 5 lat pozbawienia praw publicznych i obywatelskich. Wyrok stwierdzał, że ks. Ossowski czynił przygotowania do dokonania przemocą zmiany demokratycznego ustroju Państwa Polskiego, wygłaszając publicznie z ambony i w szeregu prywatnych rozmów wypowiedzi mające przez złośliwą i oszczerczą propagandę reakcyjną skierować inne osoby do wystąpień przeciwko sojuszowi ze Związkiem Radzieckim. Karę odbywał w Rawiczu i Wronkach. Pomagali mu w tym czasie, przesyłając paczki żywnościowe i dozwolone kwoty pieniężne matka, siostra oraz proboszcz z Blichowa, ks. Józef Batóg. W obronie księdza wystąpił zastępca przewodniczącego Prezydium GRN w Bartołdach. Biskup płocki Tadeusz Paweł Zakrzewski wielokrotnie interweniował u dyrektora Urzędu do Spraw Wyznań o zwolnienie ks. Ossowskiego. Nastąpiło ono dopiero 2 maja 1956 na podstawie ustawy o amnestii z 27 kwietnia tegoż roku.
Po odzyskaniu wolności władze państwowe nie pozwoliły mu podjąć pracy duszpasterskiej w charakterze proboszcza, został więc kapelanem sióstr kapucynek w Przasnyszu (1957-1961). Czas spędzony w Przasnyszu wykorzystał na studia historyczne: napisał studium Szlachta ziemi ciechanowskiej i przasnyskiej oraz pracę o dziejach rodu Ossowskich. W 1961 został kapelanem sióstr Matki Bożej Miłosierdzia w Białej k. Płocka, pełnił też obowiązki obrońcy węzła małżeńskiego w Sądzie Biskupim Płockim. W dalszym ciągu prowadził badania naukowe, zebrał znaczny materiał dotyczący dziejów Kościoła płockiego w czasie okupacji, pozostawił w maszynopisie opracowanie jednego z diariuszów sejmowych XVIII w., w „Miesięczniku Pasterskim Płockim” opublikował – jeszcze przed wojną – krótkie studium historyczne pt. Ze stosunków Hozjusza z Janem Chojeńskim, biskupem płockim i Kanclerzem Wielkim Koronnym. 21 stycznia 1978 został odznaczony honorową kanonią kapituły pułtuskiej. W grudniu 1979 obchodził uroczyście 50-lecie święceń kapłańskich.
W ostatnich latach życia zapadł na zdrowiu. Zmarł w płockim Szpitalu Wojewódzkim. Spoczął w grobowcu rodzinnym w Węgrze.